# Isola di Eaton
L'isola di Eaton (in russo Остров Итон, ostrov Iton) è una piccola isola russa che fa parte dell'arcipelago della Terra di Francesco Giuseppe, nell'Oceano Artico. Amministrativamente fa parte dell'oblast' di Arcangelo.
L'isola si trova 12 km ad ovest dell'isola di Scott-Keltie, e 14 km a nord-est del capo Dandi (o Dundee) dell'isola di Hooker. È lunga solo 3 km e il suo punto più alto raggiunge i 42 m.
Il nome dell'isola è in onore dello scienziato britannico Alfred Edvin Eaton (1845-1929), che studiò la flora e la fauna della regione artica e viaggiò nelle isole Svalbard e Kerguelen.